# ISO 3166-2:GD

Parishes in Grenada

Die Liste der ISO-3166-2-Codes für  Grenada enthält die Codes für die sechs Parishes und ein abhängiges Gebiet (dependency) in Grenada.

Die Codes bestehen aus zwei Teilen, die durch einen Bindestrich voneinander getrennt sind. Der erste Teil gibt den Landescode gemäß ISO 3166-1 (für  Grenada GD), der zweite den Code für den Parish wieder.
Die aktuellen Codes stehen auf der Seite der ISO unter #iso:code:3166:GD zur Verfügung.

| Parish        | Code  |
| ------------- | ----- |
| Saint Andrew  | GD-01 |
| Saint David   | GD-02 |
| Saint George  | GD-03 |
| Saint John    | GD-04 |
| Saint Mark    | GD-05 |
| Saint Patrick | GD-06 |
| Carriacou 1)  | GD-10 |